# Strada principale 2b
La strada principale 2b (H2b; in tedesco Hauptstrasse 2b; in francese route principale 2b) è una delle strade principali della Svizzera; costituisce una variante della strada principale 2.

## Percorso
La strada n. 2b collega Küssnacht a Brunnen attraverso Weggis, Vitznau e Gersau costeggiando il Lago dei Quattro Cantoni. Costituisce una variante alla strada principale 2, che corre più all'interno, passando a nord del massiccio del Rigi.